# Abdij Sint-Paul van Verdun

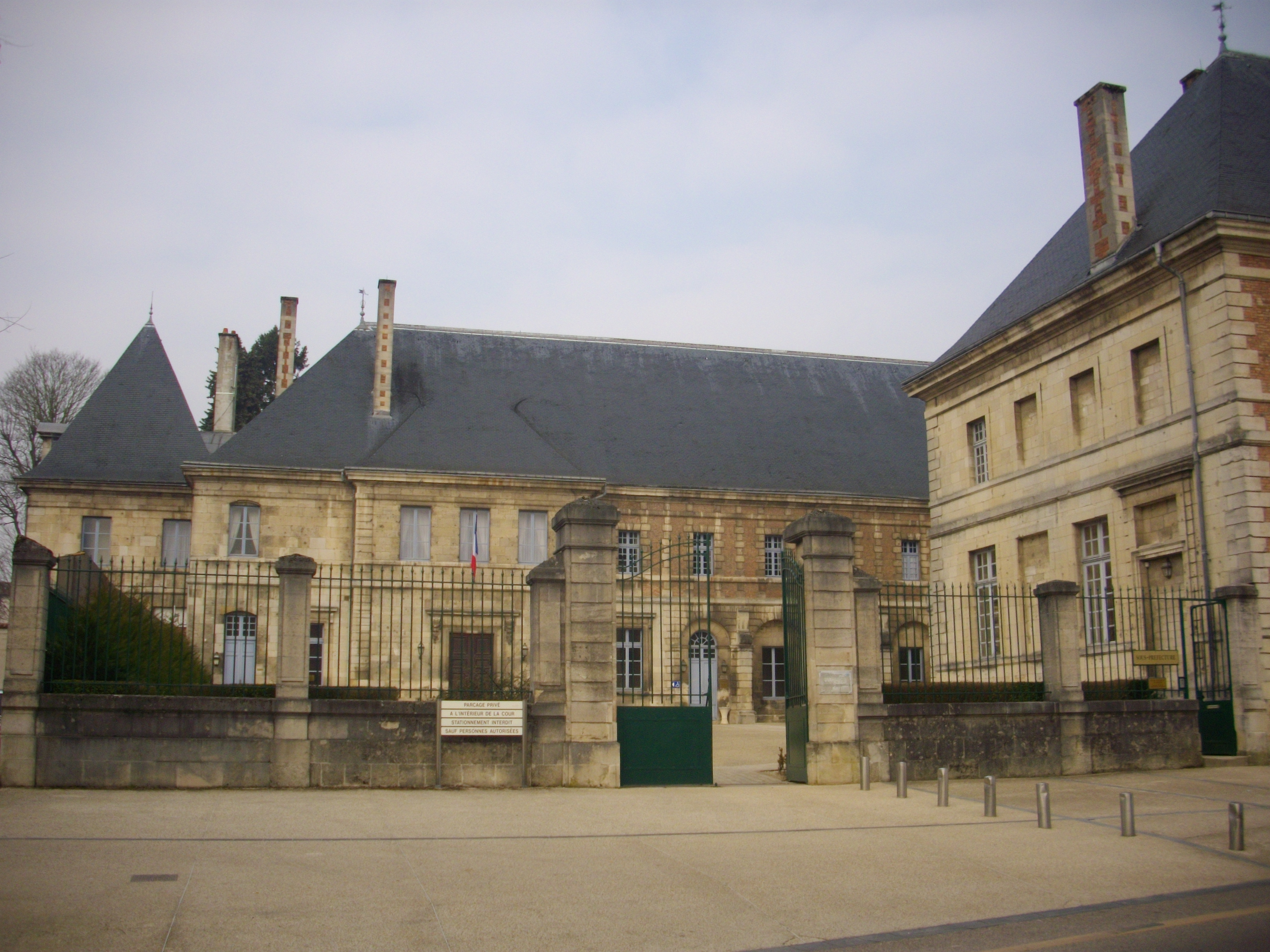
heropgebouwd in 1556

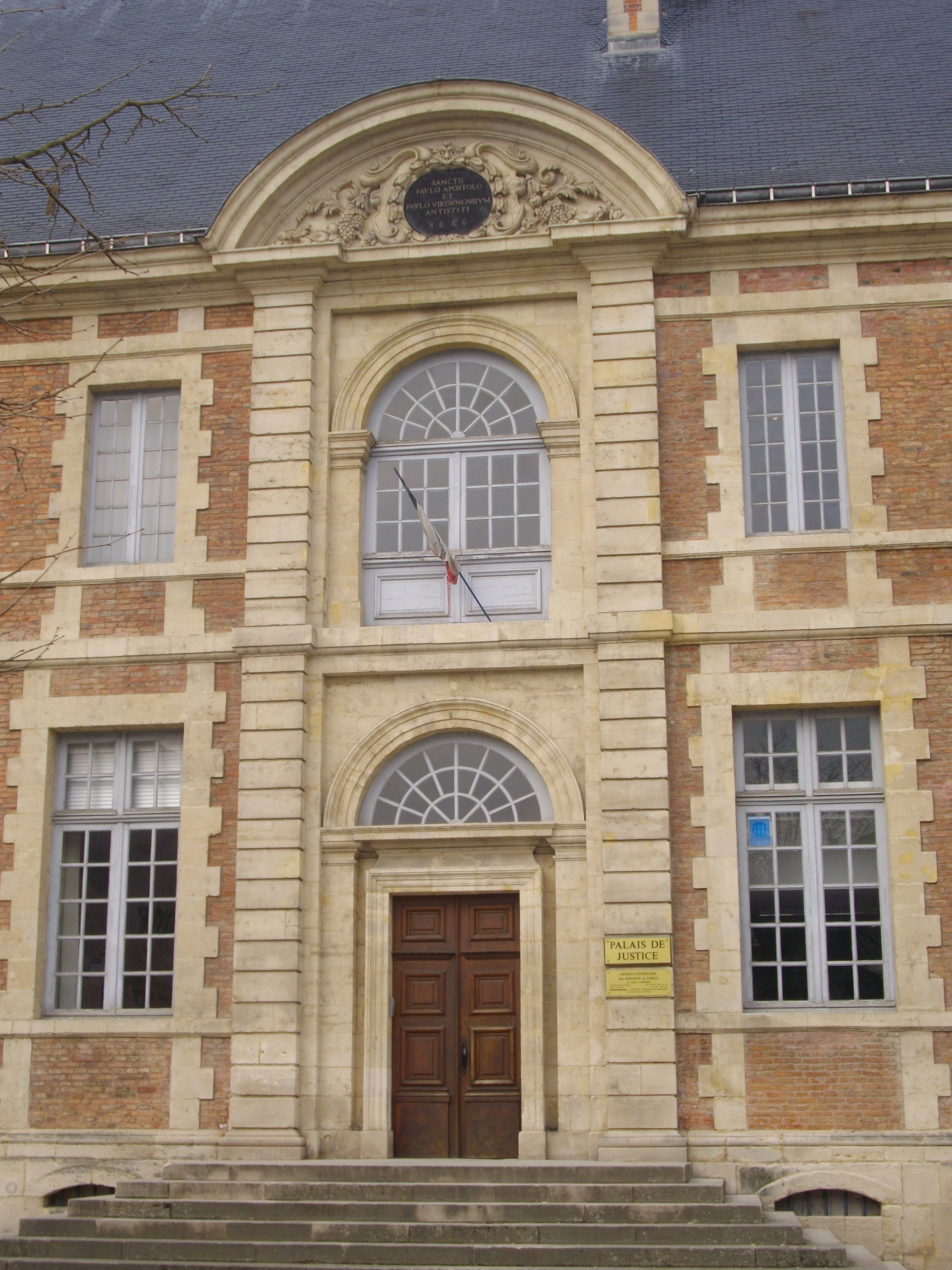

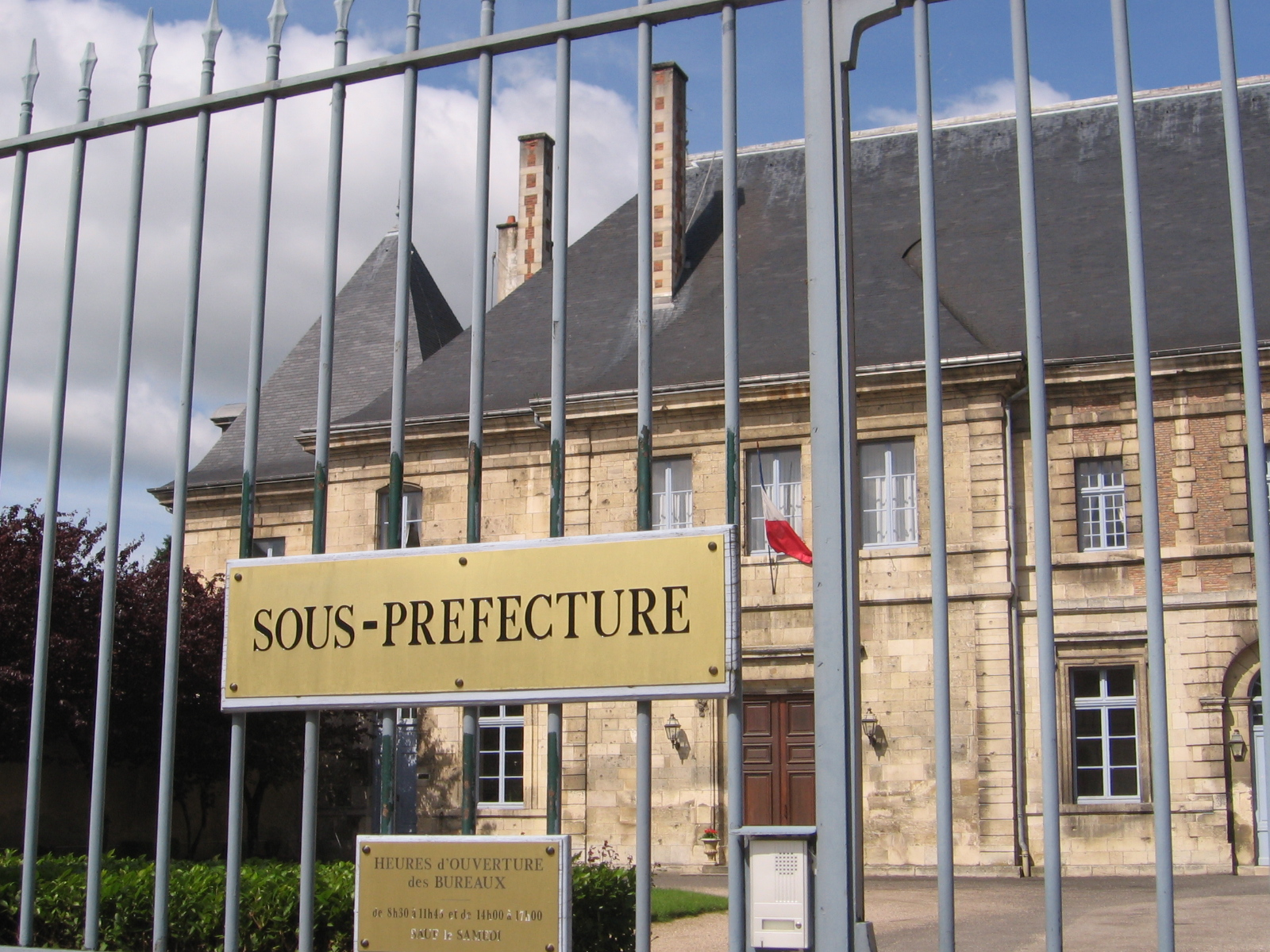

De Abdij Sint-Paul van Verdun is een voormalige abdij (1135 - 1790) in Verdun in Noord-Frankrijk. Ze was achtereenvolgens bewoond door benedictijnen en premonstratenzers. Vandaag huisvest het gebouw de onder-prefectuur en het justitiepaleis van Verdun binnen de administratie van het Maasdepartement.

## Voor 1552
- Het oorspronkelijk klooster was gebouwd buiten de stadsmuren van Verdun[1]: deze wordt thans genoemd La Vielle Saint-Paul[2]. Sinds de jaren 600 woonden er seculiere geestelijken op deze site; de streek heette toen Austrasië. In 971 bouwden benedictijnen er een klooster en gaven het de naam van de heilige Paul van Verdun. De rijksstad Verdun lag in het prinsbisdom Verdun, een Lotharings gebied in het groter geheel van het Rooms-Duitse Rijk[3].
- In 1135 trokken de premonstratenzers in en bouwden het kloostercomplex uit. De kerk van de abdij zou even groot geweest zijn als de kathedraal van het naburige Metz.
- Door toenemende rivaliteit tussen de Rooms-Duitse keizer en de Franse koning over zeggenschap in Opper-Lotharingen, kwam het tot een strijd. Keizer Karel V trok op tegen de drie prinsbisdommen Metz, Verdun en Toul, die de Franse koning Hendrik II als zijn protectoraat beschouwde. De abdij van Sint-Paul werd op bevel van het Franse leger afgebroken (1552) omdat het militair gezien een Rooms-Duitse aanval erg zou bevoordelen (voedsel, huisvesting...)[4]. Keizer Karel zou evenwel nooit Verdun belegeren doch militair stond Verdun klaar voor een Rooms-Duitse aanval, en dit met een tot de grond afgebroken abdij voor de stadswallen.

## Na 1556
- De premonstratenzers mochten de abdij van Sint-Paul heropbouwen in het centrum van Verdun. Dit gebeurde vanaf 1556. De stijl werd helemaal barok vanaf de jaren 1700[5]. Het idee leefde om een kerk op te bouwen, zeker zo groot als de afgebroken kerk buiten de stadsmuren. Deze kerk moest de Sint-Paulskathedraal van Londen evenaren. Zo ver kwam het niet.
- De abdij werd afgeschaft na de Franse Revolutie (1790); de laatste 30 premonstratenzers verlieten de abdij. De fundamenten van de kerk in opbouw werden afgebroken. Het priorhuis en het hoofdgebouw bleven evenwel bewaard en werden nadien heringericht voor de onder-prefectuur van Verdun, alsook voor het nieuwe justitiepaleis in Verdun[6].